# Dusicyon
Dusicyon és un gènere extint de cànids sud-americans.

## Taxonomia
L'espècie tipus és Dusicyon australis, la guineu de les Malvines. El 1914, Oldfield Thomas erigí aquest gènere, en el qual inclogué la guineu andina i altres espècies de guineus sud-americanes. Langguth traslladà aquests altres cànids a Lycalopex el 1975. Encara hi ha un debat viu sobre la classificació de D. cultridens. Se n'ha proposat el trasllat als gèneres Canis o Lycalopex.

## Extinció
D. cultridens tenia una àmplia distribució durant el Plistocè superior, que abastava des de l'Uruguai fins a l'extrem meridional de Xile, passant per la província argentina de Buenos Aires. És el parent més proper que es coneix de la guineu de les Malvines, de la qual divergí fa només uns 16.000 anys. S'extingí a l'Holocè superior. Les estimacions anteriors situen aquest fet aproximadament 2.980 anys enrere a l'illa de Terra del Foc i gairebé 1.700 anys enrere al continent. Les investigacions més recents, en canvi, han confirmat dates molt posteriors: els últims registres confirmats a la regió de les pampes daten de fa 700 anys i els últims a l'extrem meridional de la Patagònia de fa 400 anys.